# Prosopographie

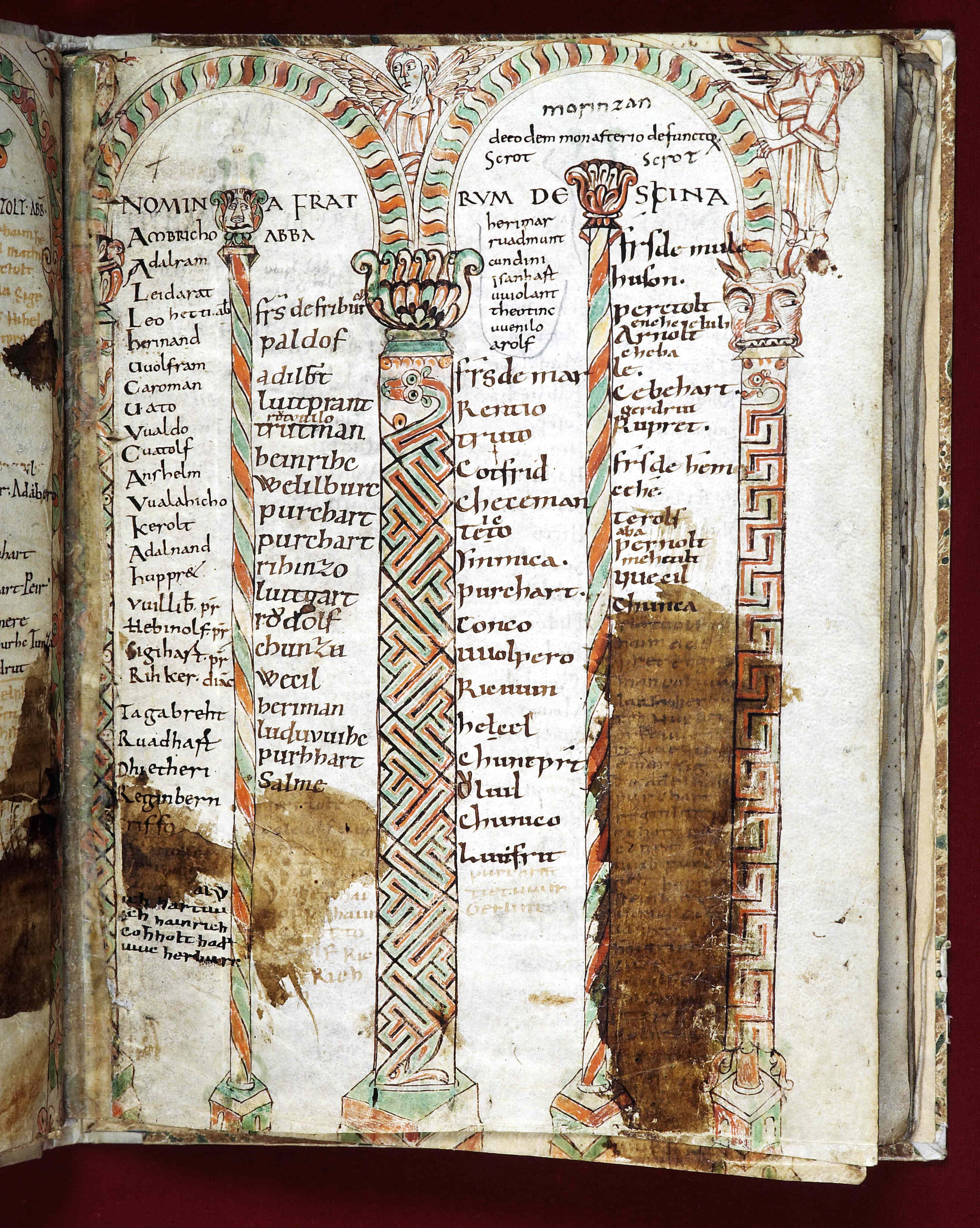
Verbrüderungsbuch aus der Stiftsbibliothek St. Gallen

Als Prosopographie (von altgriechisch πρόσωπον prósopon „Gesicht“, mit dem Suffix „-graphie“), auch Prosopografie, bezeichnet man in der Geschichtswissenschaft die systematische Erforschung eines bestimmten Personenkreises.

## Definitionen
Jürgen Petersohn definierte die Prosopographie als „Sammlung und Verzeichnung aller Personen eines nach Raum und Zeit abgesteckten Lebenskreises“. Hinsichtlich der umfangreichen Überlieferung im Spätmittelalter gegenüber früheren Epochen muss die prosopographische Forschung bereits im Vorfeld sichten und werten. Daraus ergibt sich für Petersohn eine „Wechselwirkung zwischen Methode und sachlicher Thematik bei jeder Einzeluntersuchung“. Neithard Bulst definierte sie als „Erforschung des Einzelnen im Hinblick auf eine Gesamtheit, der er zuzurechnen ist“. Géza Alföldy definierte die prosopographische Methode als eine sozialgeschichtliche, „die für das Studium einer bestimmten sozialen Schicht von jenen Angaben ausgeht, die uns über Einzelne ihrer Angehörigen erhalten geblieben sind“. Als Grundvoraussetzung nannte er „die Erstellung eines Datengerüstes“. Darin sollten alle quellenmäßig erfassbaren Angaben wie Name, Herkunft, Ämterlaufbahn oder politische Haltung zusammengefasst werden.

## Auswahl und Bedeutung
Die Auswahl der Personen erfolgt in der Regel in einer Kombination aus geographischen, zeitlichen und sozio-politischen Kriterien. Die Ergebnisse der Forschung beispielsweise in Hinblick auf Herkunft, Karrieren oder Familienverbindungen werden außer in Einzelstudien, wie z. B. denen Ronald Symes oder Lewis Namiers, oft in alphabetisch oder systematisch geordneten Verzeichnissen mit Quellenangaben veröffentlicht. Derartige Verzeichnisse haben außer für die Sozialgeschichte auch für Personen- und Familiengeschichte eine große Bedeutung. Im weiteren Sinne ist auch jedes Ortsfamilienbuch eine Prosopographie.
Zu unterscheiden von der als Prosopographie im engeren Sinne bezeichneten Erstellung von Personenverzeichnissen, vor allem in der Alten und Mittelalterlichen Geschichte, ist die auch für die Neuere und Neueste Geschichte häufiger angewandte Methode der Kollektiven Biografie: Sie befasst sich stärker vergleichend, beispielsweise im Hinblick auf Herkunft, Karrieren oder Familienverbindungen, mit den zu untersuchenden Personen und ihrem sozialen Umfeld. Verwechslungsgefahr besteht insbesondere durch die englischsprachige Verwendung des Begriffs Prosopography, die sich seit Lawrence Stone auf die Kollektivbiographie bezieht.

## Beispiele
- Neue Deutsche Biographie

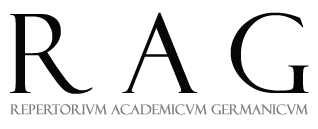
Projektlogo des Repertorium Academicum Germanicum

- Österreichisches Biographisches Lexikon 1815–1950
- Personenlexikon zur Christlichen Archäologie
- Prosopographia Attica
- Prosopographia Ptolemaica
- Prosopographia Imperii Romani
- Prosopography of Anglo-Saxon England
- The Prosopography of the Later Roman Empire
- Prosopographie der mittelbyzantinischen Zeit
- Prosopographisches Lexikon der Palaiologenzeit
- Pfarrerbuch
- Repertorium Academicum Germanicum
- Frankfurter Biographie